# Signalkrebs
Der Signalkrebs (Pacifastacus leniusculus) ist ein dem Edelkrebs sehr ähnlicher aus Nordamerika stammender Flusskrebs, der auch in Europa als Neozoon vorkommt.

## Beschreibung
Mit 12 cm (Weibchen) bzw. 16 cm (Männchen) ist der Signalkrebs etwas kleiner als der Edelkrebs (Der lateinische Artname leniusculus bedeutet „der kleine Sanfte oder Glatte“). Die Männchen sind mit bis zu 200 g größer und schwerer als die etwa 80 g wiegenden Weibchen, sie besitzen auch größere Scheren. Die Tiere werden etwa 7 bis 10 Jahre alt.

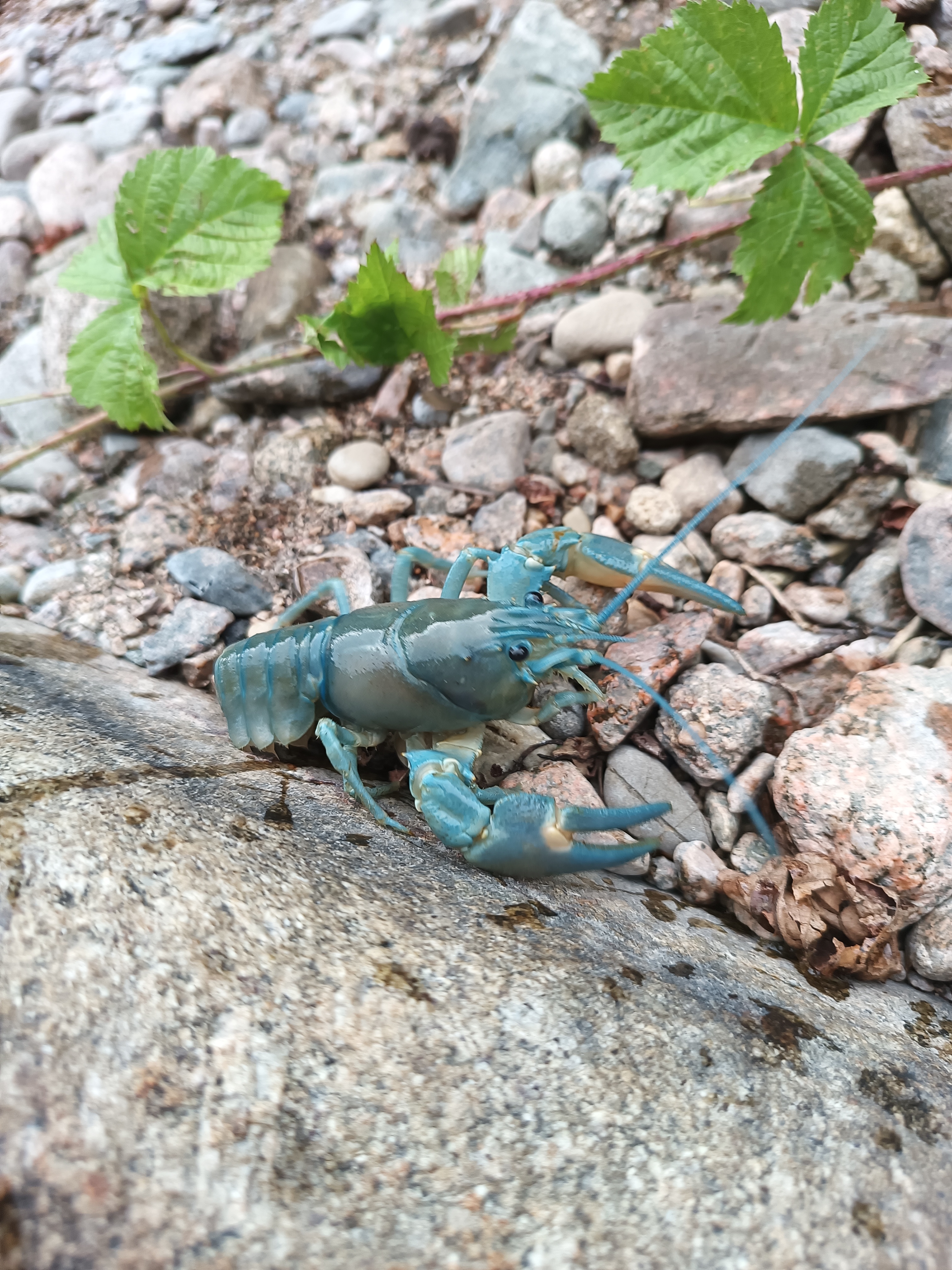
Blaues Exemplar

Der Carapax des Signalkrebses ist glatt und hat im Gegensatz zu dem des Edelkrebses keine Dornen hinter der Nackenfurche. Die Rostrumränder erscheinen in der Aufsicht wie die des Edelkrebses annähernd parallel. Die Grundfarbe ist Braun mit einer Tendenz zu Oliv. Die Färbung kann allerdings sehr unterschiedlich sein und in einigen Fällen von leuchtendem Rot bis Blau reichen. Die Scherenoberseite ist am Gelenk des Scherenfingers mit einem türkis-weißen Fleck gezeichnet, der dem Signalkrebs auch den deutschen Namen gab. Dieser Signalfleck kann jedoch auch fehlen oder nur sehr undeutlich ausgeprägt sein. Die Unterseite der Scheren ist auffällig rot und dient beim Heben der Scheren als Warnfarbe.

## Ernährung
Wie die meisten Flusskrebse ist der Signalkrebs ein Allesfresser, der unter anderem aquatische Insektenlarven, Mollusken sowie lebendes und abgestorbenes Pflanzenmaterial, z. B. Laub, frisst. Jungtiere ernähren sich dabei meist deutlich räuberischer als größere Individuen, deren Mageninhalt oft von Detritus und Pflanzenfragmenten dominiert ist. Zusätzlich ist die Nahrung abhängig vom Angebot im jeweiligen Gewässer. Bei hohen Bestandsdichten können Signalkrebse einen beträchtlichen Räuberdruck auf bevorzugte Beutearten ausüben und diese aus einem Gewässer eliminieren. Die Futtersuche findet in der Regel nachts statt, kann aber auch, wenn sich der Krebs sicher fühlt, auf den Tag ausgedehnt werden. Dies gilt speziell bei Nahrungsmangel.

## Vermehrung
Die Paarung findet einmal im Jahr im Herbst von Oktober bis November statt, bevorzugt nach einem Temperaturabfall. Die Eier und später Larven werden vom Weibchen getragen und betreut. Ab Mai, meist aber erst im Juni/Juli werden die jungen Krebse selbständig. Geschlechtsreif sind sie nach etwa zwei Jahren.

## Lebensraum

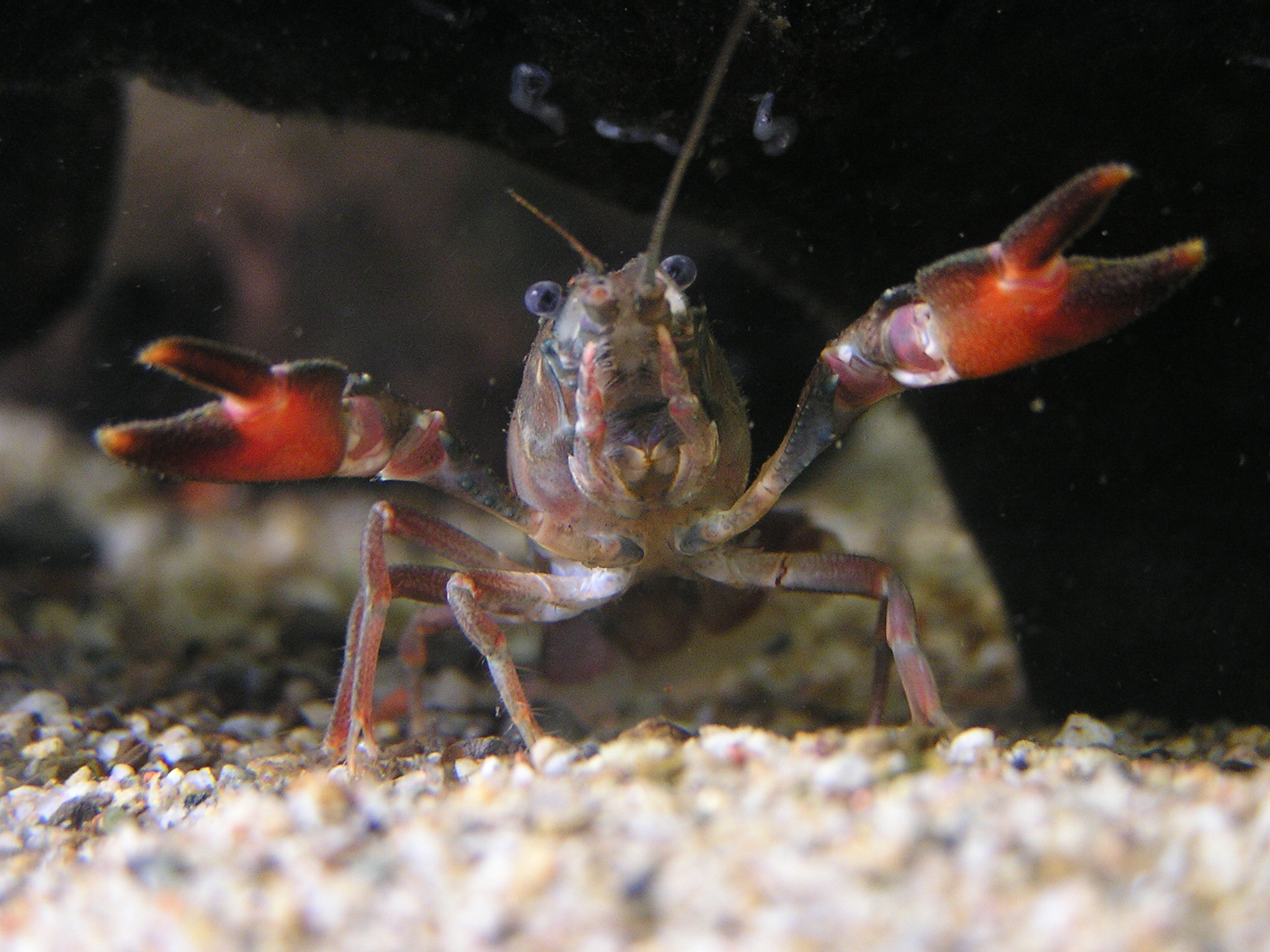
Junger Krebs droht der Kamera.

Der Signalkrebs lebt bevorzugt in kühlen Fließgewässern (um 15 °C) mit leicht alkalischem pH-Wert (7–8) und einer höheren Wasserhärte (10–25 °dGH). Da er im Gegensatz zum Edelkrebs auch höhere Temperaturen verträgt, ist er auch in Stillgewässern wie kleineren Seen zu finden.
Im Gewässer gestaltet sich der Signalkrebs seinen Lebensraum selbst: Meist werden unter Steinen oder zwischen Wurzeln Höhlen gegraben. Die Tiere sind jedoch nicht zwingend an eine Höhle gebunden, manchmal wird auch nach einem Futtersuchzug eine neue Höhle besetzt.
In einem ausreichend großen Aquarium kann der Signalkrebs auch gehalten werden. Eine Haltung im Gartenteich kann dazu führen, dass der Signalkrebs abwandert. Denn er kann weite Strecken (bis zu 2 km) über Land laufen, um ein anderes Gewässer zu erreichen. Dazu gilt es auch die nationale Gesetzgebung zu beachten, da eine Haltung nicht überall erlaubt ist (beispielsweise in der Schweiz).
Die Fischerei- und Naturschutzgesetze der meisten europäischen Staaten verbieten mittlerweile ausdrücklich den Besatz von Signalkrebsen in Freigewässern.

## Verbreitung

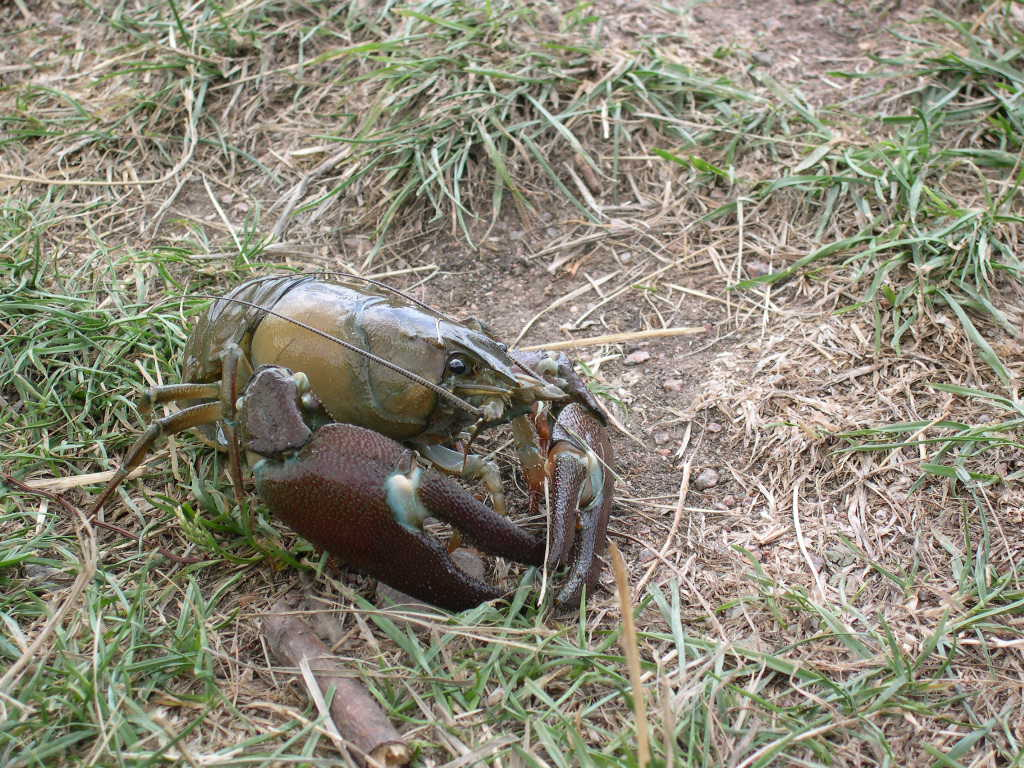
Aus einem Kanal in England gefischter Krebs

Ursprünglich stammt der Signalkrebs aus dem in Westkanada und den westlichen USA liegenden Gebiet westlich der Rocky Mountains in Nordamerika. Seit 1860 wurde die Population des im europäischen Tiefland ehemals flächendeckend vorkommenden heimischen Edelkrebses durch die Krebspest massiv dezimiert. Um die Krebsfischerei wiederzubeleben, wurde daraufhin der Signalkrebs ab 1960 zunächst von Schweden, später auch von anderen europäischen Staaten als Neozoon eingeführt. Mittlerweile ist der Signalkrebs in fast allen europäischen Staaten etabliert. In Mitteleuropa ist er nach dem Kamberkrebs die derzeit häufigste nicht-heimische Flusskrebsart.

## Verdrängung europäischer Arten
Der Signalkrebs ist resistent gegenüber der ebenfalls aus Nordamerika stammenden Krebspest und brachte einen neuen hoch-virulenten Stamm des Erregers nach Europa. Zusätzlich ist der Signalkrebs aggressiver als europäische Flusskrebse und wird, im Fall von Steinkrebs und Dohlenkrebs, auch deutlich größer und produziert mehr Nachkommen. Er ist diesen Arten damit in direkter Konkurrenz überlegen und verdrängt diese vollständig aus ihren Lebensräumen.
Anders als der Kamberkrebs dringt der Signalkrebs auch aktiv in sommerkühle Gewässeroberläufe vor, die bisher oft sichere Refugien für die heimischen Flusskrebse boten. Expansive Signalkrebsvorkommen stellen daher heute eine der größten Bedrohungen für die Restbestände der drei in Mitteleuropa heimischen Flusskrebse dar (Edelkrebs, Steinkrebs und Dohlenkrebs).
Der Signalkrebs ist in die Liste invasiver gebietsfremder Arten von unionsweiter Bedeutung aufgenommen worden.